# Polyura chalazias
Polyura chalazias är en fjärilsart som beskrevs av Hans Fruhstorfer 1913/14. Polyura chalazias ingår i släktet Polyura och familjen praktfjärilar. Inga underarter finns listade i Catalogue of Life.